# Zombory Géza
Zombory Géza (Kecskemét, 1872. október 2. – Budapest, 1958. február 18.) honvédhuszár tábornok.

## Élete
Régi kecskeméti családból származott, szülei Zombory László városi főügyész és Flórián Irma voltak. Felesége Zombory Matild, fiuk ifj. Géza.
Iskoláit Kecskeméten végezte, majd katonatiszti pályán a Ludovika Akadémián folytatta. 1891-től mint hadapród kezdett szolgálni, és a ranglétrát végigjárva 1927-ben tábornokká léptették elő. 1919-ben a Vörös Hadsereg egyik munkásezredének parancsnokaként a románok ellen harcoltak, s egyházi értékek mentésében is részt vett. Nyugállományba vonulása után Kecskeméten élt, majd utolsó éveit Budapesten töltötte.
Családtörténeti és heraldikai kutatásokkal foglalkozott. Tagja volt a Magyar Heraldikai és Genealogiai Társaságnak, a Magyar Történelmi Társulatnak, az Első Magyar Általános Biztosító Társaság Választmányának. Az 1924-ben alakult Kecskeméti Turul Sport Egylet elnöke volt.

## Művei
- 1938-1939 Kecskemét Város Földesurai és Nemes Családjai. Magyar Családtörténeti Szemle
- 1940 Putnoki Magdolna nászhozománya. Magyar Családtörténeti Szemle 1940/9, 193-200
- 1941 A kecskeméti Ferenczy család. Magyar Családtörténeti Szemle 1941/4, 76-84